# Martin Hoffmann (Medienmanager)
Martin Hoffmann (* 8. Oktober 1959 in Nußloch) ist ein deutscher Medienmanager.

## Leben
Hoffmann studierte Rechtswissenschaft in Saarbrücken, Lausanne und Hamburg und war danach kurzzeitig als Rechtsanwalt in Hamburg tätig.
1994 wechselte er zu Sat.1 als Büroleiter Geschäftsführung, kurz darauf als Leiter Programmgeschäftsführung. 1997 wurde er Geschäftsführer von Sat.1 Business Affairs. Im Jahr 2000 folgte er Fred Kogel als Sat.1 Programmgeschäftsführer nach. Unter seiner Ägide als Programmverantwortlicher wurde der Nachmittag und Vorabend auf Reality- und Pseudo-Reality-Formate wie Gerichtsshows umgestellt.
Nach der Übernahme der zur Kirch-Gruppe gehörenden Fernsehsender durch Haim Saban im Sommer 2003 wurde Hoffmann entlassen und durch Roger Schawinski ersetzt. Es wurde allgemein vermutet, dass Hoffmanns Freund Harald Schmidt daher seinen Vertrag für die Harald Schmidt Show bei Sat.1 nicht verlängerte und die Show demzufolge im Dezember 2003 endete.
Von 2004 bis 2010 war Hoffmann Vorstandsvorsitzender der MME MOVIEMENT AG, die eine Reihe bekannter Fernsehformate produziert. 2010 wechselte er in deren Aufsichtsrat.
2010 bis 2017 war er in Nachfolge von Pamela Rosenberg Intendant der Berliner Philharmoniker. Ihm folgte Andrea Zietzschmann nach.

## Veröffentlichungen
- Ernst-Joachim Mestmäcker, C. Engel, K. Gabriel-Bräutigam, Martin Hoffmann: Der Einfluß des europäischen Gemeinschaftsrechts auf die deutsche Rundfunkordnung. Nomos, Baden-Baden 1990, ISBN 3-7890-2054-0.
- Eckhard Bremer, Michael Esser, Martin Hoffmann: Der Rundfunk in der Verfassungs- und Wirtschaftsordnung in Deutschland. Nomos, Baden-Baden 1990, ISBN 3-7890-2815-0.
- Martin Hoffmann: Programmquoten und Werbebegrenzungen als Gegenstand des Aufsichtsrechtes im Rundfunk. In: Ernst-Joachim Mestmäcker (Hrsg.): Kommunikation ohne Monopole II. Nomos, Baden-Baden 1995, ISBN 3-7890-3764-8.